# 兼平慶一郎
兼平 慶一郎（かねひら けいいちろう、1930年 - 1985年10月6日）は、日本の地球科学者。専門は鉱床学。岩手県盛岡市生まれ。

## 経歴
盛岡中学校から陸軍幼年学校へ入るが、終戦。盛岡中学校へ戻って、1948年、第二高等学校（仙台）へ進むが、1949年、学制改革となり、東京大学理学部地質学科へ進学。1953年、東京大学理学部地学科（地質学課程）卒業。鉱床学の渡辺武男教授の指導を受けて大学院へ進学し、1958年、博士課程を修了（理学博士）、理学部地質学教室助手となる。1962年、千葉大学文理学部地学科へ移り、1978年、教授となる。1985年、病に倒れ、死去。

## 業績
研究のテーマは、卒業論文以来一貫して、日本の別子型と呼ばれる塊状硫化物鉱床の成因であった。特に鉱床を形成している硫化鉱物が、鉱床の周囲の岩石（母岩）と同一の変形・変成作用を受けていることを実証し、渡辺武男と共に、鉱床は母岩と同時期に海底面上で形成されたとする同成説の確立に貢献した。

## 著書
- 斎藤正徳、兼平慶一郎『よくわかる地学1』旺文社、1973年。OCLC 674553084。全国書誌番号:20620222。
- 兼平慶一郎、斎藤正徳『基礎からよくわかる地学』旺文社、1983年。ISBN 4-01-030268-2。